# New Polibasket San Bonifacio 2007-2008
La stagione 2007-2008 della New Polibasket San Bonifacio è stata l'ottava consecutiva disputata in Serie A2 femminile.

## Stagione
Sponsorizzata dalla Pakelo lubricants, la società veronese si è classificata all'undicesimo posto in Serie A2 e ha dovuto partecipare ai play-out. Nel primo turno ha eliminato la Tecno Allarmi Cervia e si è salvata.

## Roster
| Giocatrici |
| ---------- |

| N° | Naz.               | Ruolo | Sportivo             | Anno | Alt. |  |
| -- | ------------------ | ----- | -------------------- | ---- | ---- |  |
| 4  | Italia (bandiera)  | C     | Valentina Ciech      | 1978 | 184  |  |
| 5  | Italia (bandiera)  | G     | Silvia Dutrieux      | 1986 | 175  |  |
| 6  | Italia (bandiera)  | PG    | Giulia Miceli        | 1990 | 170  |  |
| 7  | Italia (bandiera)  | P     | Anna Rossi           | 1985 | 170  |  |
| 8  | Italia (bandiera)  | C     | Simonetta Di Fresco  | 1972 | 183  |  |
| 9  | Italia (bandiera)  | G     | Federica De Vicari   | 1984 | 172  |  |
| 10 | Italia (bandiera)  | A     | Elena Bussi          | 1978 | 182  |  |
| 10 | Italia (bandiera)  |       | Arianna Guarato      | 1992 |      |  |
| 11 | Italia (bandiera)  | PG    | Francesca Cerpelloni | 1984 | 173  |  |
| 12 | Italia (bandiera)  | A     | Annalisa Gibellini   | 1976 | 178  |  |
| 14 | Italia (bandiera)  | A     | Elena Dal Cer        | 1980 | 181  |  |
| 15 | Irlanda (bandiera) | C     | Louise Gamman        | 1983 | 185  |  |
| 16 | Italia (bandiera)  | G     | Elena Zambarda       | 1987 | 180  |  |
| 17 | Italia (bandiera)  |       | Valeria Lovato       | 1987 |      |  |
| 17 | Italia (bandiera)  |       | Lisa Minotti         | 1991 |      |  |
| 18 | Italia (bandiera)  |       | Ilaria Fadanelli     | 1987 |      |  |
| 18 | Italia (bandiera)  | GA    | Carmen Poli          | 1991 | 177  |  |
| 20 | Italia (bandiera)  |       | Connie Gianello      | 1991 |      |  |

| Staff tecnico                                                                             |
| ----------------------------------------------------------------------------------------- |
| Allenatore: Dante Carzaniga                                                               |
| Vice Allenatore: Francesco Rossini                                                        |
| Allenatori giovanili: Leonardo Gasparini, Mirella Brazzarola, Albana Moja, Stefania Turra |
| Addetto statistiche: Andrea Sordo                                                         |
| Fisioterapista: Gianluca Rossetto                                                         |
| Medici sociali: Lina Adami e Federico Mosconi                                             |
| Addetto arbitri: Pietro Baratello                                                         |

| Giocatrici acquisite a stagione in corso |
| ---------------------------------------- |

| N° | Naz.              | Ruolo | Sportivo                        | Anno | Alt. |  |
| -- | ----------------- | ----- | ------------------------------- | ---- | ---- |  |
| 19 | Italia (bandiera) |       | Anna Faccinacani (dal 23.01.08) | 1990 |      |  |

| Giocatrici cedute a stagione in corso |
| ------------------------------------- |

| N° | Naz. | Ruolo | Sportivo | Anno | Alt. |  |
| -- | ---- | ----- | -------- | ---- | ---- |  |

| Nome       | Pres. | Punti |
| ---------- | ----- | ----- |
| Gamman     | 33    | 394   |
| Zambarda   | 32    | 306   |
| Gibellini  | 32    | 303   |
| Rossi      | 33    | 269   |
| Dal Cer    | 31    | 143   |
| Carpelloni | 26    | 126   |
| De Vicari  | 28    | 125   |
| Miceli     | 24    | 47    |
| Di Fresco  | 14    | 44    |
| Bussi      | 6     | 43    |
| Fadanelli  | 9     | 34    |
| Lovato     | 11    | 18    |

## Organigramma societario
La dirigenza è composta da:
- Presidente: Lorenzo Cortese
- Vicepresidente e addetto stampa: Tarcisio Caltran
- Segretario e resp. internet: Andrea Sordo
- Dirigenti: Pietro Baratello, Dino Dal Cer, Marino Piccino, Valentino Zorzetto
- Resp. settore giovanile: Marino Piccino